# 唐仲寅
唐仲寅（1544年—1588年），字啓東，號映山，浙江嘉興府嘉興縣人，順天府通州（今北京市通州區）籍，明朝政治人物。

## 生平
嘉靖三十四年（1555年）乙卯科順天府鄉試第二十五名。萬曆八年，登進士第三甲第二百二十六名。刑部觀政，次年授行人司行人。十二年升行人司副，十三年升司正，十五年降职为州判官，十六年升青州府推官，不久去世。

## 家族
曾祖父唐桓；祖父唐珍；父親唐軖。母高氏。